# Morti nel 1977/Febbraio
| Questa pagina contiene informazioni ricavate automaticamente dalle voci biografiche con l'ausilio del template Bio e di un bot. L'aggiornamento è periodico e automatico e ricostruisce completamente la pagina. Se manca una persona in questa lista, sei pregato di non aggiungerla, ma accertati piuttosto che la sua voce biografica contenga il template Bio e che i dati anagrafici siano correttamente compilati. Se il template Bio manca, inseriscilo tu stesso o, in alternativa, metti l'avviso {{tmp\|Bio}} che ne segnala la mancanza. Se i dati riportati sono sbagliati, correggi direttamente la voce biografica; le modifiche saranno visibili in questa lista entro pochi giorni. Per chiarimenti vedi il progetto biografie. La lista contiene solo le 92 persone che sono citate nell'enciclopedia e per le quali è stato implementato correttamente il template Bio. Pagina aggiornata al 3 mar 2024. |

- 1º febbraio - Edmond Hamilton, scrittore di fantascienza statunitense (n. 1904)
- 1º febbraio - Eric Weil, filosofo tedesco (n. 1904)
- 2 febbraio - Lino Fregosi, calciatore italiano (n. 1916)
- 2 febbraio - Erzsi Simor, attrice ungherese (n. 1913)
- 3 febbraio - Francesco Alziator, antropologo, filologo e letterato italiano (n. 1909)
- 3 febbraio - Tafari Bante, politico e generale etiope (n. 1921)
- 3 febbraio - Salvatore Castagna, generale italiano (n. 1897)
- 3 febbraio - Gil Dodds, mezzofondista statunitense (n. 1918)
- 3 febbraio - E.B. Henderson, insegnante statunitense (n. 1883)
- 3 febbraio - Pauline Starke, attrice statunitense (n. 1901)
- 4 febbraio - Archie Butler, attore e stuntman statunitense (n. 1911)
- 4 febbraio - Luis Gutiérrez Soto, architetto spagnolo (n. 1900)
- 4 febbraio - Brett Halliday, scrittore statunitense (n. 1904)
- 5 febbraio - Edith Ewing Bouvier Beale, socialite statunitense (n. 1895)
- 5 febbraio - Oskar Klein, fisico svedese (n. 1894)
- 5 febbraio - Robert Mohr, poliziotto tedesco (n. 1897)
- 5 febbraio - Betty Taylor, ostacolista canadese (n. 1916)
- 6 febbraio - Renato Barborini, poliziotto italiano (n. 1950)
- 6 febbraio - Luigi D'Andrea, poliziotto italiano (n. 1945)
- 6 febbraio - Hermann Felsner, calciatore e allenatore di calcio austriaco (n. 1889)
- 7 febbraio - James Keller, presbitero e missionario statunitense (n. 1900)
- 7 febbraio - Eugenio Angelo Lotti, pittore italiano (n. 1916)
- 7 febbraio - Manuel Soeiro, calciatore portoghese (n. 1909)
- 8 febbraio - Denis Amiel, drammaturgo, scrittore e critico teatrale francese (n. 1884)
- 8 febbraio - Olinda Bozán, attrice argentina (n. 1894)
- 9 febbraio - Sergej Vladimirovič Il'jušin, ingegnere sovietico (n. 1894)
- 9 febbraio - Buddy Johnson, pianista e compositore statunitense (n. 1915)
- 9 febbraio - Ma Buqing, generale cinese (n. 1901)
- 9 febbraio - 'Alia al-Husayn, regina giordana (n. 1948)
- 10 febbraio - Frank Bompensiero, mafioso statunitense (n. 1905)
- 10 febbraio - Federico Patellani, fotografo e regista italiano (n. 1911)
- 10 febbraio - Rickard Sarby, velista svedese (n. 1912)
- 10 febbraio - Grace Mary Williams, compositrice gallese (n. 1906)
- 11 febbraio - Fakhruddin Ali Ahmed, politico indiano (n. 1905)
- 11 febbraio - Louis Beel, politico olandese (n. 1902)
- 11 febbraio - Luigi Bertolini, allenatore di calcio e calciatore italiano (n. 1904)
- 11 febbraio - Alain Escoffier, attivista francese (n. 1949)
- 11 febbraio - Rudolf Kos, calciatore cecoslovacco (n. 1910)
- 12 febbraio - Gerry Davey, hockeista su ghiaccio e allenatore di hockey su ghiaccio svizzero (n. 1914)
- 12 febbraio - Herman Dooyeweerd, filosofo olandese (n. 1894)
- 12 febbraio - Duilio Rallo, calciatore e allenatore di calcio italiano (n. 1916)
- 13 febbraio - Jacques Félix Emmanuel Bouxin, ammiraglio francese (n. 1888)
- 13 febbraio - James Ford, attore statunitense (n. 1903)
- 13 febbraio - Manuel T. Gonzaullas, agente di polizia statunitense (n. 1891)
- 13 febbraio - Carolina Maria de Jesus, scrittrice, poetessa e compositrice brasiliana (n. 1914)
- 14 febbraio - Vilém Červený, allenatore di calcio e calciatore cecoslovacco (n. 1908)
- 14 febbraio - Ok Formenoij, calciatore olandese (n. 1899)
- 14 febbraio - Sydney Jacob, tennista indiano (n. 1879)
- 14 febbraio - Gianni Mattioli, collezionista d'arte italiano (n. 1903)
- 14 febbraio - Roberto Sternisa, calciatore italiano (n. 1905)
- 15 febbraio - Isaak Jefremovyč Boleslavs'kyj, scacchista sovietico (n. 1919)
- 16 febbraio - André Gardère, schermidore francese (n. 1913)
- 16 febbraio - Carlos Pellicer, poeta e archeologo messicano (n. 1897)
- 16 febbraio - Rózsa Péter, matematica ungherese (n. 1905)
- 16 febbraio - Silvio Scaroni, generale e aviatore italiano (n. 1893)
- 16 febbraio - Remo Vigorelli, politico, banchiere e dirigente d'azienda italiano (n. 1893)
- 17 febbraio - Edward G. Boyle, scenografo canadese (n. 1899)
- 18 febbraio - Andy Devine, attore statunitense (n. 1905)
- 18 febbraio - Ralph Graves, attore, sceneggiatore e regista statunitense (n. 1900)
- 18 febbraio - Blinky Palermo, pittore tedesco (n. 1943)
- 18 febbraio - Aroldo Soffritti, militare e aviatore italiano (n. 1913)
- 19 febbraio - Ferdinando Contini, calciatore italiano (n. 1900)
- 19 febbraio - Clely Fiamma, attrice e cantante italiana (n. 1914)
- 19 febbraio - Osvaldo Martini, calciatore italiano (n. 1911)
- 20 febbraio - Jean Capelle, calciatore belga (n. 1913)
- 20 febbraio - Luciano Vendemini, cestista italiano (n. 1952)
- 20 febbraio - Alberto Vianello, poeta italiano (n. 1902)
- 21 febbraio - Lanfranco Alberico, calciatore italiano (n. 1917)
- 21 febbraio - John Hubley, regista, sceneggiatore e animatore statunitense (n. 1914)
- 21 febbraio - Henry Jordan, giocatore di football americano statunitense (n. 1935)
- 22 febbraio - Edith Barrett, attrice statunitense (n. 1907)
- 23 febbraio - Gino Ansaloni, calciatore italiano (n. 1910)
- 23 febbraio - Hugo Johansson, tiratore a segno svedese (n. 1887)
- 24 febbraio - Louis Clarke, velocista statunitense (n. 1901)
- 24 febbraio - Shannon Day, attrice statunitense (n. 1896)
- 24 febbraio - Paolo Filiasi Carcano, filosofo italiano (n. 1911)
- 24 febbraio - Jeanne Vaussard, tennista francese (n. 1891)
- 25 febbraio - Giorgio Carlo Calvi di Bergolo, nobile e generale italiano (n. 1887)
- 25 febbraio - Patricia Haines, attrice britannica (n. 1932)
- 25 febbraio - Robert P. McCulloch, imprenditore e inventore statunitense (n. 1911)
- 25 febbraio - The Teng Chun, regista, produttore cinematografico e sceneggiatore indonesiano (n. 1902)
- 25 febbraio - Bertel Ulrichsen, calciatore norvegese (n. 1901)
- 26 febbraio - Carlo Antognini, critico letterario, critico d'arte e editore italiano (n. 1937)
- 26 febbraio - Natale Capellaro, ingegnere italiano (n. 1902)
- 26 febbraio - Sherman Garnes, cantante statunitense (n. 1940)
- 26 febbraio - Lotte Neumann, attrice, sceneggiatrice e produttrice cinematografica tedesca (n. 1896)
- 26 febbraio - Bukka White, cantante e chitarrista statunitense (n. 1906)
- 27 febbraio - Berthe Bovy, attrice belga (n. 1887)
- 27 febbraio - John Dickson Carr, scrittore statunitense (n. 1906)
- 27 febbraio - Allison Hayes, attrice e modella statunitense (n. 1930)
- 28 febbraio - Eddie "Rochester" Anderson, attore statunitense (n. 1905)
- 28 febbraio - Paul Lemmerz, imprenditore tedesco (n. 1907)